# I Am the Law
«I Am the Law» es una canción del grupo de thrash metal, Anthrax, del disco Among the Living lanzado en 1987. El sencillo entró a la lista UK Singles Chart llegando al puesto 32 a pesar de no ser transmitida en radio por el contenido obsceno de la canción.
Esta canción está inspirada en el cómic futurista del héroe Judge Dredd.

## Sencillo
"I Am the Law" retoma numerosos personajes, escenarios y elementos de la historia del universo ficticio de Dredd, así como adicciones y entre otras cosas, la muerte.
Among the living fue el último álbum de Ánthrax en donde se utilizaron canciones de la autoría del bajista original Danny Lilker, quien, a pesar de haber dejado la banda después de 1984 de  "Fistful of Metal" , siguió escribiendo y trabajando para la banda en dos álbumes anteriores. Al cual se le acredita la coautoría the "I Am the Law" e "Imitation of Life " .
"I Am The Law" fue lanzado por primera vez en 1987, en un formato de catálogo (ID 12IS316) de 12 pulgadas por la productora Island Records.
Otras nuevas versiones de los discos se identificaron con un cartel promocional de la canción en donde se observaba la insignia de Judge Dredd con el logo de la banda así como la bandera de los EE. UU. de fondo.

## Canciones
Álbum inédito de Anthrax exceptuando los sencillos "I Am the Law" and "Imitation of Life" de la coautoría de Danny Lilker.

Todas las canciones escritas y compuestas por Anthrax except "I Am the Law" and "Imitation of Life" by Anthrax and Danny Lilker. 
| Lado A |                            |          |  |
| N.º    | Título                     | Duración |  |
| 1.     | «Among the Living»         | 5:16     |  |
| 2.     | «Caught in a Mosh»         | 5:00     |  |
| 3.     | «I Am the Law»             | 5:57     |  |
| 4.     | «Efilnikufesin (N.F.L.)»   | 4:54     |  |
| 5.     | «A Skeleton in the Closet» | 5:32     |  |

| Lado B |                           |          |  |
| N.º    | Título                    | Duración |  |
| 6.     | «Indians»                 | 5:40     |  |
| 7.     | «One World»               | 5:56     |  |
| 8.     | «A.D.I./Horror of It All» | 7:49     |  |
| 9.     | «Imitation of Life»       | 4:22     |  |

| Deluxe Edition bonus tracks 2009 |                                          |                                                                                  |          |  |
| N.º                              | Título                                   | Escritor(es)                                                                     | Duración |  |
| 10.                              | «Indians» (Alternate lead)               | Anthrax                                                                          | 5:39     |  |
| 11.                              | «One World» (Alternate take)             | Anthrax                                                                          | 5:55     |  |
| 12.                              | «Imitation of Life» (Alternate take)     | Anthrax, Danny Lilker                                                            | 4:26     |  |
| 13.                              | «Bud E Luv Bomb and Satan's Lounge Band» | Anthrax                                                                          | 2:45     |  |
| 14.                              | «I Am the Law» (Live in Dallas)          | Anthrax, Danny Lilker                                                            | 6:03     |  |
| 15.                              | «I'm the Man» (Instrumental)             | Joey Belladonna, Dan Spitz, Scott Ian, Frank Bello, Charlie Benante, John Rooney | 3:04     |  |

## Integrantes
- Joey Belladonna – Voz
- Dan Spitz – Guitarra líder y coros
- Charlie Benante – Batería
- Frank Bello – Bajo y coros
- Scott Ian – Guitarra rítmica y coros

## Posicionamiento
| Listas (1987)        | Posiciones |
| -------------------- | ---------- |
| UK Albums Chart      | 18         |
| Swedish Albums Chart | 3          |
| US Billboard 200     | 62         |

| UK Singles (UK Singles Chart)